# Корінт (Нью-Йорк)
Корінт (англ. Corinth) — місто (англ. town) в США, в окрузі Саратога штату Нью-Йорк. Населення — 6500 осіб (2020).

## Демографія
Згідно з переписом 2010 року, у місті мешкала 6531 особа в 2535 домогосподарствах у складі 1790 родин. Було 3016 помешкань
Расовий склад населення:
| - 97,0 % — білих - 0,4 % — чорних або афроамериканців - 0,4 % — азіатів - 0,2 % — корінних американців - 0,1 % — вихідців з тихоокеанських островів |

До двох чи більше рас належало 1,6 %. Частка іспаномовних становила 1,2 % від усіх жителів.
За віковим діапазоном населення розподілялося таким чином: 23,8 % — особи молодші 18 років, 62,3 % — особи у віці 18—64 років, 13,9 % — особи у віці 65 років та старші. Медіана віку мешканця становила 39,7 року. На 100 осіб жіночої статі у місті припадало 96,5 чоловіків;  на 100 жінок у віці від 18 років та старших — 95,3 чоловіків також старших 18 років.
Середній дохід на одне домашнє господарство  становив 65 398 доларів США (медіана — 55 465), а середній дохід на одну сім'ю — 72 682 долари (медіана — 61 346). Медіана доходів становила 47 750 доларів для чоловіків та 39 222 долари для жінок. За межею бідності перебувало 11,0 % осіб, у тому числі 13,5 % дітей у віці до 18 років та 12,4 % осіб у віці 65 років та старших.
Цивільне працевлаштоване населення становило 3090 осіб. Основні галузі зайнятості: освіта, охорона здоров'я та соціальна допомога — 26,4 %, роздрібна торгівля — 15,5 %, мистецтво, розваги та відпочинок — 9,0 %, науковці, спеціалісти, менеджери — 8,7 %.